# あの歌がきこえる
『あの歌がきこえる』（あのうたがきこえる）は、2006年4月5日から2007年3月14日まで放送されたNHK総合テレビジョンの音楽番組である。

## 概要
元々は番組たまごプロジェクトの企画として、2005年8月16日に「マイメモリー〜漫画とヒット曲でつづる涙の青春ストーリー〜」というタイトルで単発で放送されたものが好評だったため、2006年から定時放送としてスタートした。
番組は、視聴者の懐かしい青春時代の思い出をリクエスト音楽（主としてフォーク、ニューミュージック）を添えて募集し、それを中山乃梨子、大島やすいちなどの漫画家が、劇画アニメーションにして紹介するというものであった。
番組の案内人は佐野史郎が務めた。番組の前半期には佐野が毎回さまざまな役（山下清ならぬ「山下しろう」、天使・露天で本を売るミュージシャンなど）に扮して番組を進行した。後半期になると、佐野は小さな出版社「思ゐ出書房」の編集長、長井勝一ならぬ「勝井長一（）」に扮した。ここではセミレギュラーの「アルバイトの女」として杏さゆりが出演した。
漫画を紹介する前の芝居の脚本は、「鉄割アルバトロスケット」主宰の戌井昭人が担当した。
漫画の人物の声は81プロデュースや青二プロダクション所属の声優が担当することが多かった他、漫才コンビのルート33が担当したこともあった。

## 取り上げられた楽曲
| 放送年 | 放送月日 | 曲名                       | アーティスト名               | アンコール放送 |
| ------ | -------- | -------------------------- | ---------------------------- | -------------- |
| 2006年 | 4月5日   | Ya Ya あの時代を忘れない   | サザンオールスターズ         |                |
| 2006年 | 4月12日  | 魔法の鏡                   | 荒井由実                     |                |
| 2006年 | 4月19日  | 悲しくてやりきれない       | ザ・フォーク・クルセダーズ   |                |
| 2006年 | 4月26日  | 季節の中で                 | 松山千春                     |                |
| 2006年 | 5月3日   | 青春の影                   | チューリップ                 |                |
| 2006年 | 5月17日  | 木綿のハンカチーフ         | 太田裕美                     | 2007年1月24日  |
| 2006年 | 5月24日  | 言葉にできない             | オフコース                   |                |
| 2006年 | 5月31日  | 恋のハレルヤ               | 黛ジュン                     | 2007年1月10日  |
| 2006年 | 6月7日   | 神田川                     | かぐや姫                     |                |
| 2006年 | 6月28日  | 氷の世界                   | 井上陽水                     |                |
| 2006年 | 7月12日  | 夢の途中                   | 来生たかお                   |                |
| 2006年 | 7月26日  | あの娘とスキャンダル       | チェッカーズ                 |                |
| 2006年 | 8月2日   | 風                         | はしだのりひことシューベルツ |                |
| 2006年 | 8月23日  | わかれうた                 | 中島みゆき                   |                |
| 2006年 | 8月30日  | ルビーの指環               | 寺尾聰                       |                |
| 2006年 | 9月6日   | 時の過ぎゆくままに         | 沢田研二                     |                |
| 2006年 | 9月13日  | 人生を語らず               | 吉田拓郎                     |                |
| 2006年 | 9月20日  | 悲しい色やね               | 上田正樹                     |                |
| 2006年 | 9月27日  | 海を見ていた午後           | 荒井由実                     |                |
| 2006年 | 10月4日  | PRIDE                      | CHAGE and ASKA               |                |
| 2006年 | 10月11日 | マイ レボリューション      | 渡辺美里                     |                |
| 2006年 | 10月18日 | ユー・メイ・ドリーム       | シーナ&ロケッツ              |                |
| 2006年 | 10月25日 | 雨の物語                   | イルカ                       |                |
| 2006年 | 11月1日  | M                          | プリンセス プリンセス        |                |
| 2006年 | 11月8日  | 乾杯                       | 長渕剛                       |                |
| 2006年 | 11月22日 | 春だったね                 | 吉田拓郎                     |                |
| 2006年 | 12月6日  | ラストショー               | 浜田省吾                     |                |
| 2006年 | 12月13日 | 生まれ来る子供たちのために | オフコース                   |                |
| 2006年 | 12月20日 | 瞳はダイアモンド           | 松田聖子                     |                |
| 2007年 | 1月31日  | 22才の別れ                 | かぐや姫                     |                |
| 2007年 | 2月7日   | 私は送り風                 | 小椋佳                       |                |
| 2007年 | 2月14日  | 赤い風船                   | 浅田美代子                   |                |
| 2007年 | 2月21日  | 僕が僕であるために         | 尾崎豊                       |                |
| 2007年 | 2月28日  | ふれあい                   | 中村雅俊                     |                |
| 2007年 | 3月7日   | Runner                     | 爆風スランプ                 |                |
| 2007年 | 3月14日  | 卒業写真                   | 荒井由実                     |                |